# Draa (Düne)

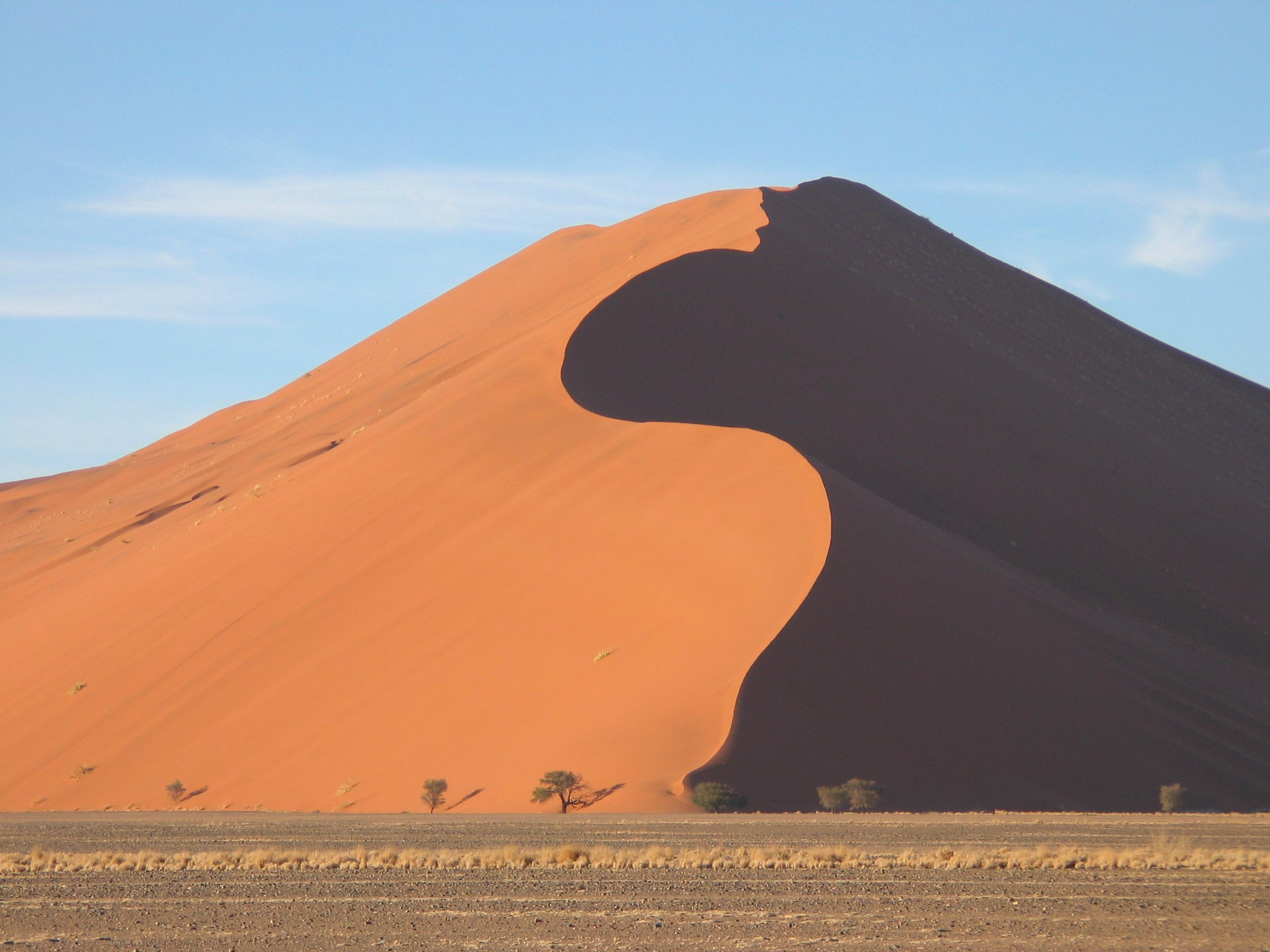
Draa in Namibia

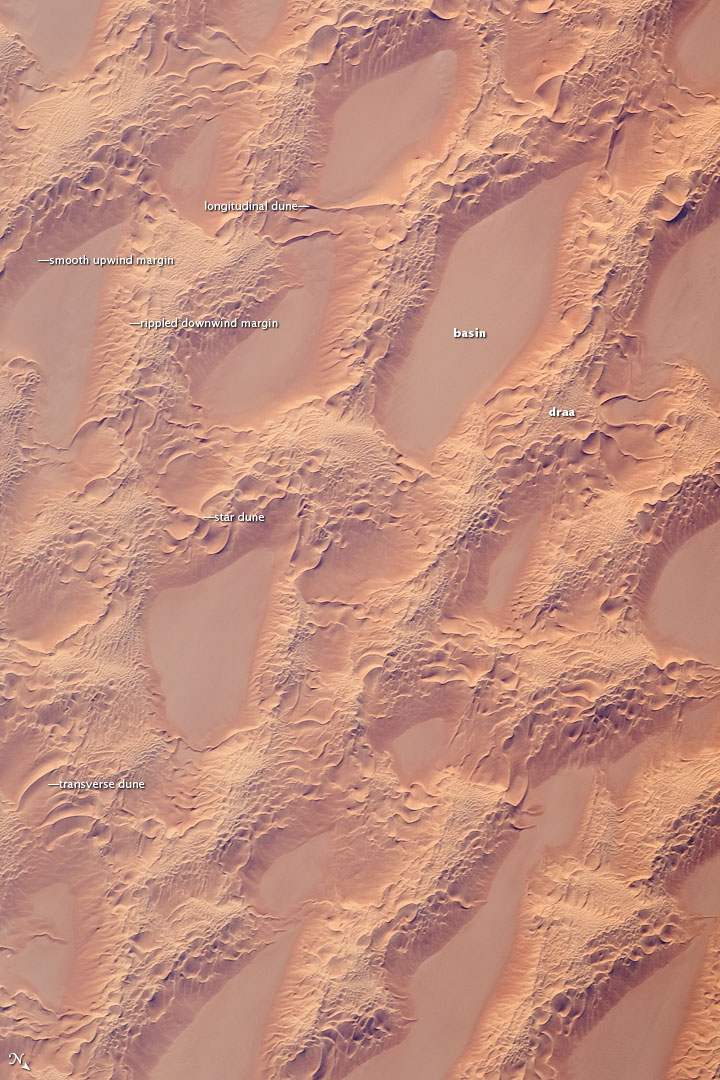
Satellitenaufnahme verschiedener Dünentypen bei Murzuk, Libyen

Unter Draa-Dünen, auch Binnendünen oder Compound dunes genannt, werden in der Geomorphologie sehr große Dünen verstanden. Bei den Draa dürfte es sich um Vorzeitformen aus dem Pleistozän handeln.

## Etymologie
Draa-Dünen leiten sich ab vom Arabischen ذراع / ḏirāʿ mit der Bedeutung „Arm“.

## Definition
Draa sind äolische Transportkörper erster Ordnung, die durch einen interdünären Abstand von mehr als 300/500 Meter und Höhen von 20 bis 450 Meter definiert werden. Sie können transversalen als auch longitudinalen Ursprungs sein. Zu ihnen gehören sämtliche Großdünen mit Überlagerungsformen (englisch superimposed bedforms), darunter „komplexe Dünenformen“ als auch „zusammengesetzte Dünenformen“' (englisch compound dunes) wie beispielsweise Sterndünen (Rhourd-Draa). Ihre charakteristische Relaxationszeit (d. h. die benötigte Zeit, um sich an veränderte Windverhältnisse anzupassen) beträgt Jahrtausende.

## Beschreibung
Durch ihre stabilen Kämme sind Draa im Gegensatz zu Wanderdünen verhältnismäßig ortsfest. Zunächst bilden sie sich wie kleinere Leedünen (Lee ist die dem Wind abgewandte Seite), können aber dann als Überlagerungsformen Höhen von bis zu 450 Metern und eine Ausdehnung von 1.000 Metern Kammlänge erreichen. Ihre Neigung beträgt in Luv und Lee jeweils etwa 20°.
Draa können von den verschiedensten Dünentypen überlagert werden, so z. B. von Aklé oder Sicheldünen.
Manche Draa können bis zu 50 Meter hohe Rutschhänge (engl. slip faces) entwickeln. Rutschhänge können aber auch gänzlich fehlen, so bei Draa, deren Luv- und Leeseite von Dünen überwandert wird.
Im Korngrößen-Wellenlängen-Diagram setzen sich Draa deutlich von einfach aufgebauten Dünen und Rippeln durch ihre erhöhten Wellenlängen ab. Ihre Korngrößen sind aber durchschnittlich kleiner als bei Dünen und Rippeln und bleiben unter 0,6 Millimeter.

## Internaufbau
Aufgrund ihrer zusammengesetzten Form besitzen Draa einen recht komplizierten Internaufbau. Ihre Schrägschichtungskörper werden von verschiedenen Ordnungen von Diskordanzen abgetrennt, welche sowohl erosions- als auch anlagerungsbedingter Natur sein können. Diese im Englischen als bounding surfaces bezeichneten Trennflächen zeigen Einfallswinkel, die sowohl gegen als auch mit dem Wind geneigt sind.

## Entstehung
Die Entstehung von Draa dauert sehr lange. Voraussetzung zur Entstehung ist ein kontinuierlich wehender Wind mit einer Geschwindigkeit von mindestens 36 km/h. Sie ist außerdem von einer ausreichenden Sandzufuhr abhängig, um den Kern der Struktur bilden zu können.
Als Erklärung für ihre Entstehung wird das Taylor-Görtler-Modell herangezogen, nach dem horizontale Windspiralen gegeneinander gerichtete Windrollen ausbilden (engl. roller vortices), die den Sand kontinuierlich aufwerfen.

## Vorkommen
Im Gegensatz zu anderen Dünentypen kommen Draa nur in den großen Sandgebieten der Erde, besonders in den Ergs der Sahara, vor. In der Namib gibt es die größten Draa der Welt, weil dort ideale Bedingungen, was den Wind und das Material betrifft, vorhanden sind.
Vorkommen im Einzelnen:
- Abu Dhabi – Trucial Coast
- Namibia
  - Namib
- Sahara
  - Grand Erg Oriental
  - Murzuk, Libyen

Aus der Erdgeschichte sind ebenfalls Draa bekannt, wie zum Beispiel die Seif-Draa der Yellow Sands aus dem Unterperm Nordostenglands. Im Arran-Becken des Perms von Westschottland kommen ebenfalls Draa vor.